# Cyclosa alba
Cyclosa alba är en spindelart som beskrevs av Akio Tanikawa 1992. Cyclosa alba ingår i släktet Cyclosa och familjen hjulspindlar. Inga underarter finns listade i Catalogue of Life.